# Bundestagswahlkreis Eichsfeld – Nordhausen – Unstrut-Hainich-Kreis I
Der Bundestagswahlkreis Eichsfeld – Nordhausen – Unstrut-Hainich-Kreis I war von 2005 bis 2017 ein Wahlkreis in Thüringen. Er hatte zur Bundestagswahl 2005 die Nummer 190, bei den Wahlen 2009 und 2013 die Nummer 189. Er umfasste die Landkreise Eichsfeld und Nordhausen sowie vom Unstrut-Hainich-Kreis die verwaltungsgemeinschaftsfreien Gemeinden Anrode, Dünwald, Mühlhausen, Unstruttal und die Verwaltungsgemeinschaft Hildebrandshausen/Lengenfeld unterm Stein mit den Gemeinden Hildebrandshausen, Lengenfeld unterm Stein und Rodeberg. Zur Bundestagswahl 2017 wurde der Wahlkreis aufgeteilt. Die Gemeinden  des Unstrut-Hainich-Kreises gingen im neu geschaffenen Bundestagswahlkreis Eisenach – Wartburgkreis – Unstrut-Hainich-Kreis auf. Die Landkreise Eichsfeld und Nordhausen bilden seit 2017 zusammen mit dem Kyffhäuserkreis den neu geschaffenen Bundestagswahlkreis Eichsfeld – Nordhausen – Kyffhäuserkreis.

## Wahlergebnisse

### Bundestagswahl 2013
| Kandidaten                     | Kandidaten                 | Parteien/Listen   | Erststimmen | Erststimmen | Zweitstimmen | Zweitstimmen |
| Kandidaten                     | Kandidaten                 | Parteien/Listen   | Stimmen     | %           | Stimmen      | %            |
| ------------------------------ | -------------------------- | ----------------- | ----------- | ----------- | ------------ | ------------ |
|                                | Manfred Grundgewählt im WK | CDU               | 65.784      | 49,8        | 59.234       | 44,8         |
|                                | Sigrid Hupach              | DIE LINKE         | 26.091      | 19,8        | 26.322       | 19,9         |
|                                | Carmen Listemann           | SPD               | 21.826      | 16,5        | 20.182       | 15,3         |
|                                | Steffen Dreiling           | FDP               | 1.825       | 1,4         | 3.661        | 2,8          |
|                                | Norbert Sondermann         | GRÜNE             | 4.129       | 3,1         | 5.293        | 4,0          |
|                                | Thorsten Heise             | NPD               | 4.371       | 3,3         | 3.767        | 2,9          |
|                                | Heiko Windisch             | PIRATEN           | 2.702       | 2,0         | 2.366        | 1,8          |
|                                | Susann Mai                 | ödp               | 2.671       | 2,0         | 1.646        | 1,2          |
|                                | —                          | REP               | –           | –           | 199          | 0,2          |
|                                | —                          | MLPD              | –           | –           | 103          | 0,1          |
|                                | —                          | AfD               | –           | –           | 6.995        | 5,3          |
|                                | Marco Tasch                | Freie Wähler      | 2.606       | 2,0         | 2.387        | 1,8          |
| Gesamt                         | Gesamt                     | Gesamt            | 132.005     | 100         | 132.155      | 100          |
|                                |                            |                   |             |             |              |              |
| Ungültige Stimmen              | Ungültige Stimmen          | Ungültige Stimmen | 2.008       | 1,5         | 1.858        | 1,4          |
| Wähler                         | Wähler                     | Wähler            | 134.013     | 68,2        | 134.013      | 68,2         |
| Wahlberechtigte                | Wahlberechtigte            | Wahlberechtigte   | 196.621     |             | 196.621      |              |
|                                |                            |                   |             |             |              |              |
| Quellen: Der Bundeswahlleiter, |                            |                   |             |             |              |              |

### Bundestagswahl 2009
| Kandidaten                     | Kandidaten                 | Parteien/Listen                        | Erststimmen | Erststimmen | Zweitstimmen | Zweitstimmen |
| Kandidaten                     | Kandidaten                 | Parteien/Listen                        | Stimmen     | %           | Stimmen      | %            |
| ------------------------------ | -------------------------- | -------------------------------------- | ----------- | ----------- | ------------ | ------------ |
|                                | Joachim Schwiderke         | SPD                                    | 22.854      | 17,0        | 22.341       | 16,6         |
|                                | Alexander Scharff          | DIE LINKE                              | 33.005      | 24,5        | 32.391       | 24,0         |
|                                | Manfred Grundgewählt im WK | CDU                                    | 57.882      | 43,0        | 51.863       | 38,5         |
|                                | Andreas Klaschka           | FDP                                    | 9.942       | 7,4         | 14.382       | 10,7         |
|                                | Michael Hoffmeier          | GRÜNE                                  | 5.540       | 4,1         | 6.507        | 4,8          |
|                                | Thorsten Heise             | NPD                                    | 3.798       | 2,8         | 3.631        | 2,7          |
|                                | —                          | REP                                    | –           | –           | 299          | 0,2          |
|                                | —                          | MLPD                                   | –           | –           | 127          | 0,1          |
|                                | Karl-Edmund Vogt           | ödp                                    | 1.416       | 1,1         | 1.009        | 0,7          |
|                                | —                          | PIRATEN                                | –           | –           | 2.309        | 1,7          |
|                                | Bärbel Macamo              | Einzelbewerberin (Willi-Weise-Projekt) | 309         | 0,2         | –            | –            |
| Gesamt                         | Gesamt                     | Gesamt                                 | 134.746     | 100         | 134.859      | 100          |
|                                |                            |                                        |             |             |              |              |
| Ungültige Stimmen              | Ungültige Stimmen          | Ungültige Stimmen                      | 1.658       | 1,2         | 1.545        | 1,1          |
| Wähler                         | Wähler                     | Wähler                                 | 136.404     | 66,6        | 136.404      | 66,6         |
| Wahlberechtigte                | Wahlberechtigte            | Wahlberechtigte                        | 204.717     |             | 204.717      |              |
|                                |                            |                                        |             |             |              |              |
| Quellen: Der Bundeswahlleiter, |                            |                                        |             |             |              |              |

### Bundestagswahl 2005
| Kandidaten                     | Kandidaten                 | Parteien/Listen   | Erststimmen | Erststimmen | Zweitstimmen | Zweitstimmen |
| Kandidaten                     | Kandidaten                 | Parteien/Listen   | Stimmen     | %           | Stimmen      | %            |
| ------------------------------ | -------------------------- | ----------------- | ----------- | ----------- | ------------ | ------------ |
|                                | Manuel Müller              | SPD               | 46.127      | 29,7        | 44.045       | 28,3         |
|                                | Manfred Grundgewählt im WK | CDU               | 57.982      | 37,4        | 50.360       | 32,4         |
|                                | Johanna Scheringer-Wright  | LINKE             | 32.141      | 20,7        | 34.797       | 22,4         |
|                                | Franka Hitzing             | FDP               | 7.455       | 4,8         | 13.068       | 8,4          |
|                                | Julian Karwath             | GRÜNE             | 3.824       | 2,5         | 6.121        | 3,9          |
|                                | Thorsten Heise             | NPD               | 5.134       | 3,3         | 4.950        | 3,2          |
|                                | —                          | REP               | –           | –           | 750          | 0,5          |
|                                | —                          | GRAUE             | –           | –           | 1.082        | 0,7          |
|                                | —                          | MLPD              | –           | –           | 403          | 0,3          |
|                                | Karl-Edmund Vogt           | FAMILIE           | 2.559       | 1,6         | –            | –            |
| Gesamt                         | Gesamt                     | Gesamt            | 155.222     | 100         | 155.576      | 100          |
|                                |                            |                   |             |             |              |              |
| Ungültige Stimmen              | Ungültige Stimmen          | Ungültige Stimmen | 3.123       | 2,0         | 2.769        | 1,7          |
| Wähler                         | Wähler                     | Wähler            | 158.345     | 76,0        | 158.345      | 76,0         |
| Wahlberechtigte                | Wahlberechtigte            | Wahlberechtigte   | 208.484     |             | 208.484      |              |
|                                |                            |                   |             |             |              |              |
| Quellen: Der Bundeswahlleiter, |                            |                   |             |             |              |              |

## Wahlkreissieger
| Wahl | Name          | Partei | Erststimmen |
| ---- | ------------- | ------ | ----------- |
| 2013 | Manfred Grund | CDU    | 49,8 %      |
| 2009 | Manfred Grund | CDU    | 43,0 %      |
| 2005 | Manfred Grund | CDU    | 37,4 %      |